# Unwetter in Österreich 2021
Das Unwetter in Österreich 2021 war eine Naturkatastrophe mit schweren Sturzfluten beziehungsweise Überschwemmungen im Juli 2021 in der Republik Österreich. Die schwersten Hochwasser wurden durch das Tiefdruckgebiet Bernd verursacht.

## Niederschläge
Im Juli 2021 hat es in Österreich relativ viel Niederschlag im Westen und Nordwesten gegeben, im Süden und Südosten war es hingegen meist niederschlagsfrei. In den Bundesländern Vorarlberg, Tirol, Salzburg, Oberösterreich sowie im westlichen Niederösterreich fielen um 25 bis 75 Prozent mehr Regen als in einem durchschnittlichen Juli. Die meisten Niederschläge verzeichnete das Rheintal sowie in Ober- und Niederösterreich südlich der Donau von der Traun bis zur Traisen. In Oberkärnten, der Obersteiermark, im Mittel- und Nordburgenland sowie in Teilen des Weinviertels entsprachen die Niederschlagsmengen weitgehend dem vieljährigen Mittel mit +75 bis +225 Prozent. Nur 25 bis 50 Prozent weniger Niederschlag fielen in Weißensee in Kärnten über die Weststeiermark bis ins Südburgenland. In Österreich fielen im Vergleich mit dem klimatologischen Mittel um 25 Prozent mehr Niederschlag. Der Juli 2021 war der niederschlagsreichste seit dem Jahr 2016.

## Betroffene Gebiete

### Niederösterreich
Am 18. Juli kam es auch zu zahlreichen Feuerwehreinsätzen, zur Spitze gab es allein in Niederösterreich zirka 600 Einsätze. Nach dem Einsturz einer Brücke war Ferschnitz zeitweise nicht erreichbar. In Neuhofen an der Ybbs wurde der Friedhof überspült, in Ernsthofen musste die Ennstalstrecke der ÖBB nach einem Felssturz gesperrt werden.

### Salzburg
Am Abend des 17. Juli wurde nach sintflutartigen Regenfällen Teile der historischen Innenstadt von Hallein vom Kothbach überflutet. Mehrere Einwohner mussten evakuiert werden. Auch die Stadt Salzburg wurde von Starkregen und Überschwemmungen heimgesucht. Einsatzkräfte der Berufsfeuerwehr und der Freiwilligen Feuerwehren haben am Samstagabend, den 17. Juli 2021 vorsorglich den mobilen Hochwasserschutz entlang der Salzach aufgestellt. Es wurden die ÖBB-Bahnstrecken zwischen Golling und Werfen sowie zwischen Schwarzach Sankt Veit und Saalfelden gesperrt und ein Schienenersatzverkehr mit Bussen ist eingerichtet worden. Denn die Gleisanlagen standen teilweise unter Wasser. In Kuchl (Salzburger Land) wurde am 18. Juli das Trinkwasser verunreinigt. An vielen Stellen wurde – nach Dauerregen mit bis zu 170 Millimetern – das Hochwasser als schlimmstes seit Jahrzehnten eingeschätzt. Entlang der Salzach bzw. deren Seitentäler gab es Murenabgänge bzw. nachfolgend auch Hochwasser, wobei auch ganze Siedlungen bzw. Dörfer evakuiert werden mussten.

### Steiermark
Am 30. Juli 2021 gegen 17 Uhr wurde die steirische Landeshauptstadt Graz binnen weniger Minuten überflutet. Mancherorts fielen in wenigen Stunden 160 Liter Regen pro Quadratmeter. Die Berufsfeuerwehr war in Dauereinsatz. Das Grazer Sicherheitsmanagement appellierte an die Bürger, ihre Häuser nicht zu verlassen, Keller und Spannungsquellen zu vermeiden und unnötige Autofahrten zu unterlassen.

### Tirol
In Kufstein (Tirol) stand ebenfalls ein Teil der Stadt unter Wasser, nördlich von Seefeld in Tirol kam es zu einem Murenabgang, weshalb dort die Bundesstraße 177 gesperrt werden musste.

### Wien
Wegen des starken Regens und Gewitters war die Berufsfeuerwehr im gesamten Wiener Stadtgebiet am Wochenende zwischen den frühen Samstagvormittag, dem 17. Juli 2021 und Sonntag, dem 18. Juli 2021 um 13 Uhr im Dauereinsatz und pumptn Kellern, Tiefgaragen oder Unterführungen aus. Es gab auch Störungen, die nicht alle gleichzeitig auftraten. Im Durchschnitt waren alle nach 90 Minuten wieder ans Netz angeschlossen. Laut einem Wiener-Netz-Sprecher wurden die Stromausfälle durch Blitzeinschläge in Freileitungen und Überspannungen in Trafostationen ausgelöst.

## Landwirtschaft
Am Abend des 30. Juli 2021 zogen schwere Unwetter mit Starkregen und schwerem Hagel über weite Teile Österreichs hinweg. In der Steiermark, Tirol und Niederösterreich wurden wieder erneut die Landwirtschaft schwer beschädigt und dabei sind auf einer Fläche von insgesamt 16.000 Hektar Ackerkulturen wie Getreide, Mais, Kürbis, Kartoffel, Obst- und Gemüsekulturen sowie das Grünland teilweise massiv zerstört. Die Steiermark hat es besonders hart getroffen, denn ein Glashaus ist durch riesige Hagelschlossen beschädigt worden. Es ist ein Gesamtschaden von 3,5 Millionen Euro entstanden. Der ständige Klimawandel mit seinen Wetterextremen hat die Landwirtschaft voll im Griff. Die Sachverständigen der Österreichischen Hagelversicherung sind im ganzen Bundesgebiet im Dauereinsatz, denn die schnelle Hilfe hat oberste Priorität.

## Politische Reaktionen
Bundeskanzler Sebastian Kurz (ÖVP) und Vizekanzler Werner Kogler (Grüne) stellten für die betroffenen Hochwassergebiete notwendigen Mittel aus dem Katastrophenfonds des Finanzministeriums zur Verfügung. Außerdem sprach Sebastian Kurz den Einsatzkräften, den vielen Freiwilligen, die jetzt schon Schlimmeres verhindern und die notwendigste Hilfe leisten konnten, einen besonderen Dank aus.
Zur politischen Kontroverse führt aber eine Aussage von Ministerin Köstinger, die dem Naturschutzbund eine Verzögerung bei Hochwasserbauten vorwirft und damit diesen die Schuld an den hohen Schäden, insbesondere in Hallein zuschiebt. Der Naturschutzbund wirft im Gegenzug der Ministerin ein Ignorieren der Ansuchen vor.

## Hochwasserschutz
Seit dem letzten Hochwasser 2005 wurde entlang der Salzach 750 Millionen Euro in den Hochwasserschutz investiert und das hat sich in diesem Juli 2021 ausgezahlt.